# A Vida de Jonas
A Vida de Jonas é um romance gráfico de Magno Costa publicado em 2014 pela Zarabatana Books. O livro conta a história de um ex-alcoólatra desempregado que luta para permanecer sóbrio. O principal diferencial do livro é que todos os personagens são desenhados como se fossem fantoches, emulando o estilo dos Muppets, embora a trama seja adulta e pesada. Em 2015, o livro ganhou o Troféu HQ Mix na categoria "melhor edição especial nacional" e foi um dos finalistas no Prêmio Jabuti de "melhor ilustração".